# هيد آند شولدرز
هيد آند شولدرز هي علامة التجارية لشامبو مكافحة قشرة الرأس التي تمتلكها شركة شركة بروكتر أند غامبل .التي أحرزت تقدمًا بارزًا في علاج القشرة، كما توفر مجموعة كبيرة من منتجات العناية بفروة الرأس وتغذية الشعر مما يمنحه مظهرًا ناعمًا ورائحة زكية بفضل ما تتضمنه من مجموعة العطور الحيوية .

## التاريخ
قررت الباحثين في شركة بروكتر أند غامبل في عام 1950 لتطوير منتجات جديدة وتصنيع شامبومنات مكافحة قشرة الرأس وعندما أيقن أن المنتجات المقدمة في هذلك الوقت والمطروحة في الاسوق لا تساعد مع حل مشاكل فروة الرأس وبعد ما يقرب عقد من الزمن من الأبحاث تمكن فريق البحثي في الوصول إلى صيغة تركيبه الغنية بالهيدرازينك تعتمد أساسا على مادة الزنك بيريثيون (PTZ) كمادة ذات فعالة فائقة في القضاء على أعراض القشرة والتخلص من الفطريات المسببة للقشرة
قدم المنتج الجديد تحت اسم هيد آند شولدرز في عام 1961 للمرة الأولى وتم طرحه إلى السوق الأميركية خلافا لغيرها من الشامبومنات، وكان ذلك حتى أواخر 1990 , اليوم هناك أنواع مختلفة من الشامبو التي تحمل هذا العلامة التجارية، والتي هي مناسبة لأنواع الشعر المختلفة، ومنذ ذلك الحين تحقق العلامة التجارية مزيدا من النجاح ونمت في نهاية المطاف إلى أن تصبح شركة كبيرة ورائده في هذا المجال.